# توماس کواستهوف
توماس کواستهوف (آلمانی: Thomas Quasthoff؛ زادهٔ ۹ نوامبر ۱۹۵۹) خواننده باس-باریتون اپرا، معلم موسیقی، استاد دانشگاه و موسیقی‌دان اهل آلمان است. او دچار نوعی ناهنجاری مادرزادی شدید ناشی از تالیدومید است که سبب فوکوملیا و کوتاهی قد او (۱٫۳۴ متر) شده‌است.
او تا کنون ۳ بار برندهٔ جایزه گرمی شده و در سال ۲۰۰۵ موفق به دریافت نشان افتخار شایستگی جمهوری فدرال آلمان گشت. در همان سال او از انجمن سلطنتی فیلارمونیک نشان طلای «موسیقی‌دان برجسته» را دریافت کرد.